# Jassa pusilla
Jassa pusilla är en kräftdjursart som först beskrevs av Georg Ossian Sars 1894.  Jassa pusilla ingår i släktet Jassa och familjen Ischyroceridae. Arten är reproducerande i Sverige. Inga underarter finns listade i Catalogue of Life.